# Mineral del Chico (comune)
Mineral del Chico è un comune (municipio) di 7 980 abitanti dello stato di Hidalgo, nel Messico centro-meridionale. È ubicato circa un centinaio di chilometri a nord di Città del Messico. Nel 2011 il capoluogo della municipalità, Mineral del Chico, è stato inserito nel programma Pueblos Mágicos.

## Monumenti e luoghi d'interesse

### Architetture religiose
Nel territorio comunale sono presenti diverse chiese, la più rilevante delle quali, consacrata alla Immacolata Concezione (Purísima Concepción), si trova di fronte al municipio, al centro del paese di Mineral del Chico. La sua prima edificazione risale al 1569; dopo che questa prima cappella costruita in adobe venne distrutta, fu ricostruita nel 1725 e ristrutturta nel 1819. L'edificio più moderno presenta una facciata in stile neoclassioco con ordine tuscanico, interamente edificata con il tufo estratto dalle montagne della zona.

## Cultura

### Musei
Nella sede comunale di Mineral del Chico si trova un piccolissimo museo che riporta la storia del villaggio minerario, con fotografie, strumenti, manufatti ed esemplari minerali della vita in miniera.

## Geografia antropica

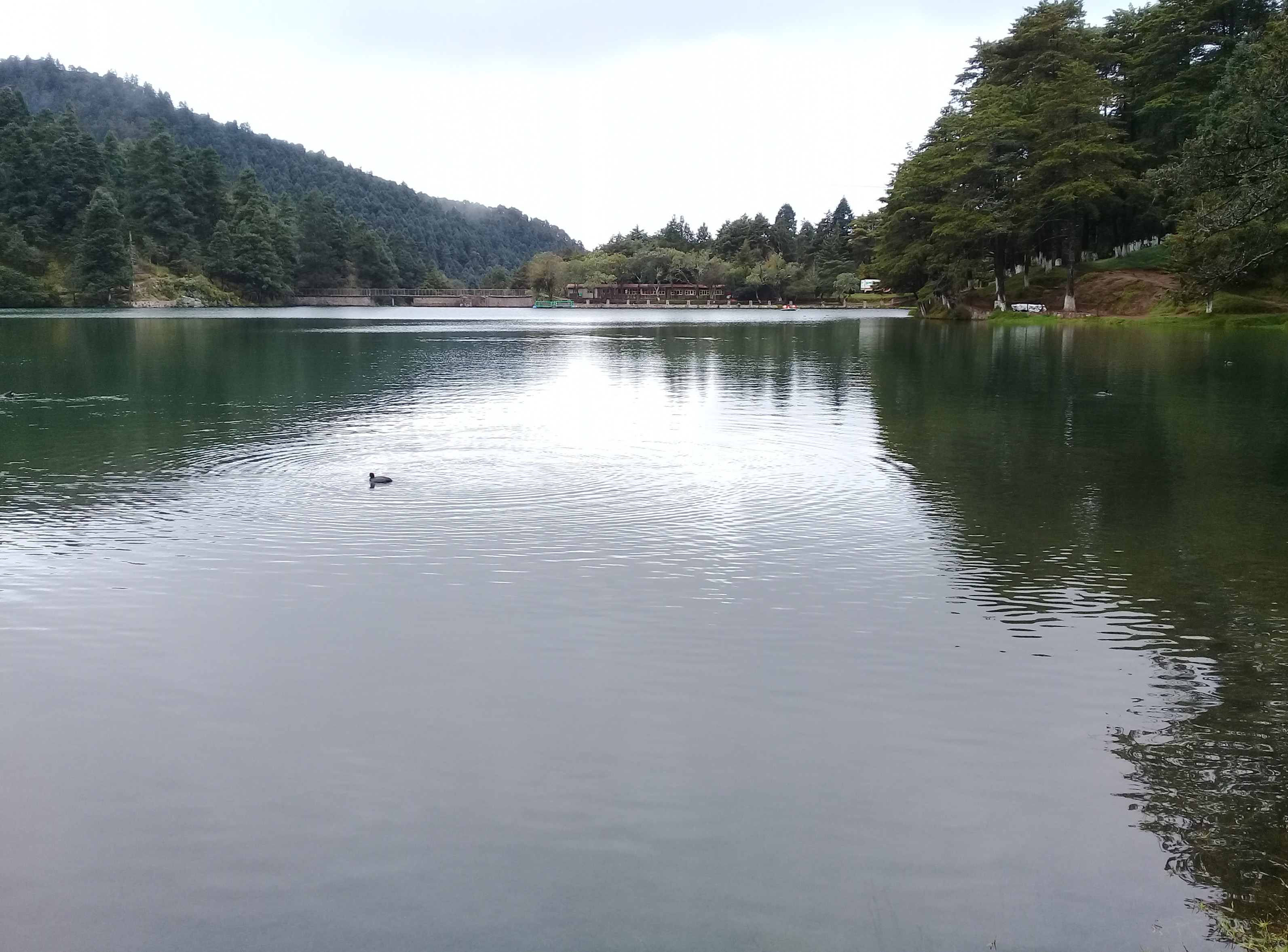
Il lago artificiale formato dalla diga El Cedral, in località La estanzuela

### Località
La municipalità è suddivisa in 17 località:
- Mineral del Chico (capoluogo)
- La Estanzuela
- Benito Juárez
- Barrio tepozanes
- Carboneras
- San Sebastian capulines
- San Jose capulines
- La palma
- Puentecillas (cueva blanca)
- Capula
- la presa
- Los Naranjos
- Pie de la Viga
- Santa Inés
- Cimbrones
- San Simón lo de Rojas
- El Puente

## Amministrazione
Lista dei presidenti comunali dal 1964:
| Periodo | Periodo   | Primo cittadino             | Partito   | Carica                | Note  |
| ------- | --------- | --------------------------- | --------- | --------------------- | ----- |
| 1964    | 1967      | Humberto Pérez Baena        |           | Sindaco               | [ 2 ] |
| 1967    | 1970      | Jorge Paredes Paredes       |           | Sindaco               | [ 2 ] |
| 1970    | 1972      | Eladio Mejía Paredes        |           | Sindaco               | [ 2 ] |
| 1973    | 1975      | Guadalupe Sánchez           |           | Sindaco               | [ 2 ] |
| 1976    | 1978      | Avelino Tovar Alvarado      |           | Sindaco               | [ 2 ] |
| 1979    | 1981      | Gregorio Monzalvo Ubaldo    |           | Sindaco               | [ 2 ] |
| 1982    | 1984      | Miguel A. Rosado Muñoz      |           | Sindaco               | [ 2 ] |
| 1985    | 1987      | Norberto Meza Hernández     |           | Sindaco               | [ 2 ] |
| 1988    | 1991      | Francisco Tovar Gómez       |           | Sindaco               | [ 2 ] |
| 1991    | 1994      | Sergio A. Sánchez Aguilar   |           | Sindaco               | [ 2 ] |
| 1994    | 1997      | Evaristo Baltazar Ubaldo    | PRI       | Sindaco               | [ 2 ] |
| 1997    | 2000      | Carlos A. Ramírez Mateos    | PRI       | Sindaco               | [ 2 ] |
| 2000    | 2003      | Ramón Hernández Corona      | PRI       | Sindaco               | [ 2 ] |
| 2003    | 2006      | Julio Palafox Cabrera       | PRI       | Sindaco               | [ 2 ] |
| 2006    | 2009      | Virginia Mejia Briseño      | PRD       | Sindaco               | [ 2 ] |
| 2009    | 2012      | José Tejeda Tovar           | PRI-PANAL | Sindaco               | [ 2 ] |
| 2012    | 2016      | Guillermo Hernández Morales | PRD-PAN   | Sindaco               | [ 2 ] |
| 2016    | 2020      | Fernando Baltazar Monzalvo  | PRD       | Sindaco               |       |
| 2020    | 2020      | María Andrea Torres Gress   |           | Presidente ad interim |       |
| 2020    | in carica | Alfredo Hernández Morales   | PRD       | Sindaco               |       |